# Christine Roux
Christine Roux, citata anche come Marie-Christine Roux o Marie-Christine Leroux (Lione, 1820 – 3 dicembre 1863), è stata un'attrice e modella francese.

## Biografia
"Bella, molto bella" secondo il pittore Alexandre Schanne, Christine Roux nacque a Lione intorno al 1820 e si trasferì con la madre a Parigi, divenendo una cortigiana. Ella avrebbe ispirato il personaggio di Musette nel romanzo Scene della vita di Bohème di Henri Murger (che, a sua volta, verrà adattato nell'opera La bohème di Giacomo Puccini). Ispirò anche lo scrittore Jules Champfleury (suo amante per un breve periodo) per il personaggio di Mariette ne Les Aventures de Mademoiselle Mariette (1853).

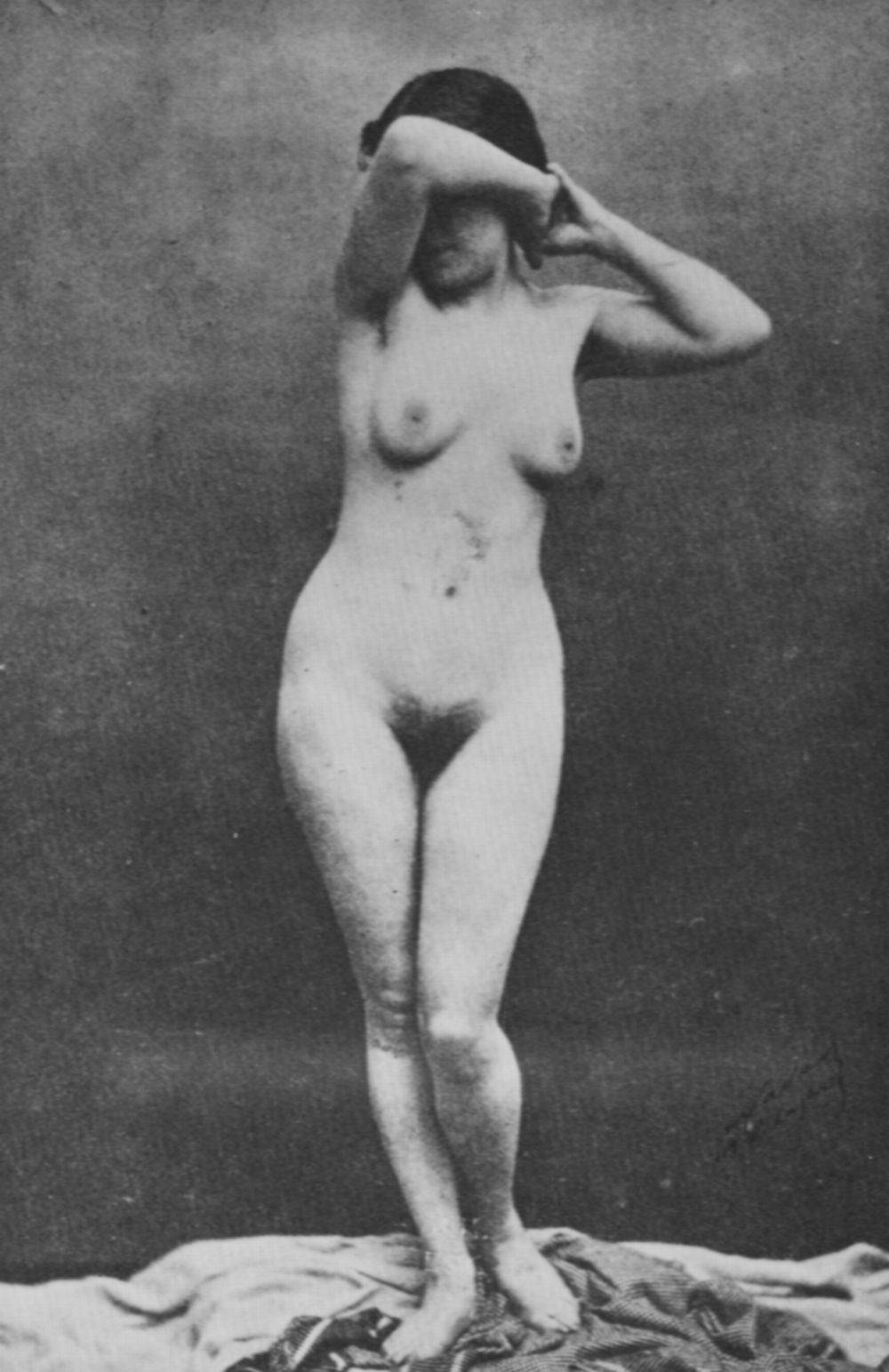
Christine Roux nella fotografia Mariette di Nadar (1855).

Ella fece da modella per il fotografo parigino Gaspard-Félix Tournachon, più noto con lo pseudonimo Nadar: la fotografia Mariette del 1855 circa raffigurerebbe Christine in piedi, nuda, mentre si copre il volto con un braccio; si tratta di uno dei primi nudi della storia della fotografia. Esiste inoltre una fotografia di Nadar, intitolata Musette, che potrebbe raffigurare Marie-Christine seduta su una sedia. Secondo Helmut Gernsheim, la fotografia di nudo di Marie-Christine Roux scattata da Nadar venne ripresa nel dipinto La sorgente di Jean-Auguste-Dominique Ingres. Secondo Gernsheim, Ingres inviò Roux presso Nadar affinché questi realizzasse degli studi preparatori per La sorgente, lo stesso anno nel quale il quadro venne concluso.
Tuttavia, altre informazioni potrebbero smentire questa versione: La sorgente, innanzitutto, venne ideata molti anni prima, intorno al 1820; la posa della donna nel dipinto, poi, riprende un quadro precedente di Ingres, la Venere Anadiomene, che era stato completato nel 1848; infine, secondo Haldane Macfall, autore di A History of Painting: The French Genius, la modella dell'opera sarebbe stata la figlia della portinaia dell'artista.
Questa fotografia ispirò anche l'artista Jean-Léon Gérôme, dato che la posa della modella è quasi identica a quella di Frine nel dipinto Frine davanti all'Areopago del 1861. Infatti, in una lettera  indirizzata a Nadar e conservata alla biblioteca nazionale di Francia, Gérôme chiede al fotografo se può avere "due fotografie della signora Leroux" per un'opera alla quale stava lavorando in quel periodo. Secondo alcune fonti, Christine potrebbe aver già posato per questo artista, in quanto avrebbe dato il proprio volto alla fanciulla greca del primo grande successo di Gérôme, il Combattimento fra galli del 1846.
Nel 1863 Christine Roux morì nel naufragio dell'Atlas, una nave a vapore che era in viaggio per Algeri.

## Omaggi
Claude-François Denecourt decise di dare a un carpino situato nella foresta di Fontainebleau, vicino la mare aux Fées, il soprannome di "Musette", come omaggio al personaggio letterario di Murger basato su questa cortigiana.